# 55 Cancri d
55 Cancri d (abreviado 55 Cnc d), también llamado Rho Cancri d, HD 75732 d o Lippershey (Designado por la IAU), es un planeta extrasolar que orbita alrededor de la estrella enana amarilla 55 Cancri. Está situado en la constelación de Cáncer, aproximadamente a 40,9 años luz de distancia de la Tierra. Forma parte de un sistema planetario con cuatro planetas más.

## Descubrimiento
Este planeta extrasolar fue descubierto el 13 de junio del año 2002 por el astrónomo Geoffrey Marcy, y su equipo. Como la mayoría de los planetas extrasolares, fue descubierto usando la técnica de la velocidad radial, es decir, midiendo la influencia gravitacional del planeta en su estrella. Esas misma mediciones indicaron la presencia de otro planeta interior, 55 Cancri c.

## Características

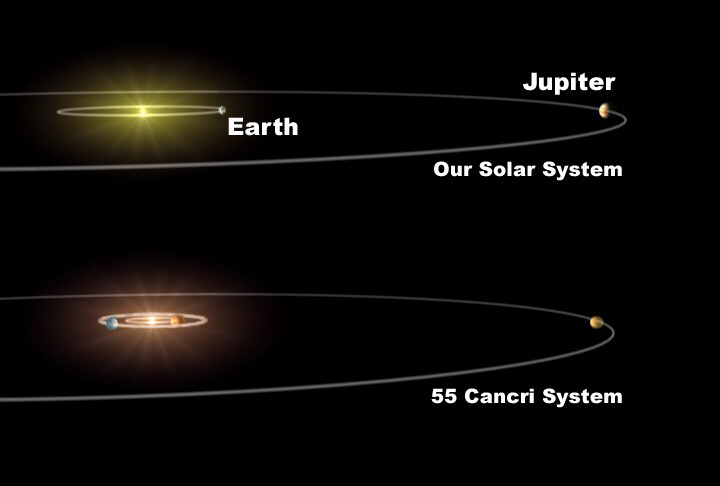
Comparación del Sistema solar con el sistema 55 Cancri. Como se puede ver, el planeta más exterior, 55 Cancri d, está aproximadamente a la misma distancia que Júpiter de la estrella que orbitan.

Rho Cancri d está situado aproximadamente a una distancia similar a la de Júpiter con respecto al sistema solar. Al principio, es decir, en el momento de su descubrimiento, se pensaba que tenía una órbita de relativamente poca excentricidad orbital, parecida a la del gigante gaseoso del sistema solar. Después de un cierto tiempo, con el aumento de los datos recogidos sobre este relativamente lejano cuerpo, se ajustaron al modelo de una órbita muy excéntrica, para después, con los nuevos datos proporcionados por los astrónomos, este planeta extrasolar, como se creía al principio, la opción más probable para su tipo de órbita es el primer planteamiento. Su masa mínima es de unas, 3'8 masas jovianas, o sea, unas 1218,17 masas terrestres; un dato, que hace ver que hay gigantes gaseosos muchos más pesados que Júpiter. Su radio, como mínimo, sería de unos 0,97 radios jovianos, que equivale a 10,97 radios terrestres. Actualmente, con un semieje mayor de 5 UA aproximadamente, este es el planeta hasta ahora más alejado del su estrella en este sistema. Probablemente, HD 75732 d sea un planeta gaseoso debido a su relativamente colosal masa. En todo caso, tendría una temperatura similar de la de Júpiter, sin embargo, todavía ahora se desconocen la mayoría de datos sobre este planeta extrasolar, debido a que sólo se ha podido observar indirectamente a través del método de la velocidad radial.
Suponiendo que tenga una composición similar a la de Júpiter, y que su entorno sea más o menos químicamente estable, se supone que 55 Cancri d está cubierto por una capa de nubes de agua: el calor interno del planeta lo mantiene demasiado caliente como para que se formen nubes compuestas de amoníaco similares a las que se encuentran en Júpiter. A causa de su masa, su gravedad superficial es probablemente 4 veces mayor que en Júpiter, o unas 10 veces la de la Tierra.

## Sistema coplanario
Observaciones del telescopio espacial Hubble indican que el planeta tendría 53° de inclinación respecto del plano del cielo, además, esta observación se ha realizado con todos los planetas del sistema 55 Cancri, cosa que, si se confirmara, daría lugar a un sistema coplanario, es decir, un sistema donde todos sus planetas tengan la misma inclinación. Según estas observaciones, la masa real de este planeta serían 4,8 masas jovianas.

## El sistema de 55 Cancri
| Planeta     | Masa (MJ)      | Periodo orbital (en días) | Eje semi-mayor (ua) | Excentricidad |
| ----------- | -------------- | ------------------------- | ------------------- | ------------- |
| 55 Cancri b | > 0,784 ± 0,09 | 14,67 ± 0,0006            | 0,115 ± 0,003       | 0,0197 ± 0,01 |
| 55 Cancri c | > 0,217 ± 0,04 | 43,93 ± 0,021             | 0,240 ± 0,005       | 0,44 ± 0,08   |
| 55 Cancri d | > 3,92 ± 0,5   | 4517,4 ± 77,8             | 5,76 ± 0,06         | 0,327 ± 0,28  |
| 55 Cancri e | > 0,045 ± 0,01 | 2,81 ± 0,002              | 0,038 ± 0,001       | 0,174 ± 0,127 |
| 55 Cancri f | > 0,144 ± 0,04 | 260 ± 1,1                 | 0,781 ± 0,007       | 0,2 ± 0,2     |